# Amerikanska vietnamkrigsmotståndare i Sverige

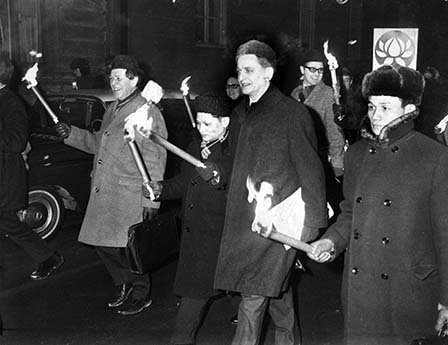
Sveriges statsminister Olof Palme demonstrerar sida vid sida med den nordvietnamesiska Moskvaambassadören Nguyễn Thọ Chân i Stockholm 21 februari 1968.

Amerikanska vietnamkrigsmotståndare i Sverige var de amerikanska medborgare som flydde till Sverige för att undvika militärtjänst i Vietnamkriget mellan 1967 och 1973. Av de runt 1 000 exilamerikanerna i Sverige var cirka 800 militärdesertörer. Till skillnad från andra nationer som Kanada, som diskret hyste amerikanska vietnamkrigsmotståndare, gav den svenska regeringen krigsmotståndarna asylstatus och allmänheten välkomnade dem öppet. Denna unika acceptans samlat med ledande svenska politikers öppna protester mot USA:s agerande i Vietnamkriget orsakade en spricka i relationerna mellan USA och Sverige.

## Historia
Under Vietnamkriget inträffade 503 926 deserteringar i USA:s militär. De flesta deserterade i USA, men några flydde utrikes till andra länder. Under kriget var amerikanska militärer ofta stationerade i, eller tog sin tillflyktsort till, Japan men hade där problem med att desertera på grund av språkbarriären. Aktivister från den japanska vänstergruppen Beheiren utarbetade ett sätt att nå ut till militärer och hjälpa dem att desertera. Sverige blev måldestinationen för desertörer eftersom det var det enda landet som beviljade politisk asyl åt desertörer i Vietnamkriget.
Sveriges beviljande av asyl till desertörerna förvärrade relationerna mellan Sverige och USA, och 1969 återkallade USA sin ambassadör i Stockholm i protest.
Av de drygt 1 000 amerikanska krigsmotståndarna som kom till Sverige var två tredjedelar desertörer snarare än såna som undvikit inkallelse. Väldigt få stannade i Sverige resten av livet, och de som blev kvar blev assimilerade i det svenska samhället. De som stannade kvar gjorde det oftast tack vare en avsmak för den amerikanska politiken eller på grund av karriär och familj i Sverige.

## Personer

### Vietnamdesertörer
De flesta Vietnamdesertörer meddelade att deras beslut att desertera var spontant. Omkring 100 svarta amerikaner deserterade för att komma till Sverige, men hade små planer på att stanna länge i Sverige, och de flesta lämnade så småningom landet. Många desertörer hade problem med att navigera i svensk kultur, skuldkänslor för att ha övergett sina landsmän i kvar i krigstjänst och hade problem med att upprätthålla relationer med vänner och anhöriga i USA, vanligtvis på grund av det geografiska avståndet eller kontroverser över deras beslut att desertera.

### Inkallelseundvikare
Inkallelseundvikare (Engelska: Draft evaders; även Draft dodgers) hade vanligtvis lättare att anpassa sig till ett liv i Sverige eftersom de flesta till skillnad från desertörerna var högskoleutbildade och bekanta med Vietnamrörelsen. De hade också färre problem med att hitta sätt att immigrera, till skillnad från militära desertörer som var tvungna att rymma från den amerikanska militären.